# City of Playford Tennis International 2022 - Doppio maschile
Harri Heliövaara e Patrik Niklas-Salminen erano i detentori del titolo ma hanno scelto di non partecipare.
In finale Jeremy Beale e Calum Puttergill hanno sconfitto Rio Noguchi e Yusuke Takahashi con il punteggio di 7–6(2), 6–4.

## Teste di serie
1. Marek Gengel /  Hsu Yu-hsiou (quarti di finale)
2. Dane Sweeny /  Li Tu (quarti di finale)

1. Luke Saville /  Jordan Thompson (ritirati)
2. Matthew Romios /  Jason Taylor (primo turno)

## Wildcard
1. Mitchell Harper /  Adam Walton (primo turno)

1. Jake Delaney /  Jesse Delaney (primo turno)

## Tabellone

### Legenda
| - Q = Qualificato - WC = Wild card - LL = Lucky loser | - ALT = Alternate - SE = Special Exempt - PR = Protected Ranking | - w/o = Walkover - r = Ritirato - d = Squalificato |

|  | Primo turno | Primo turno           | Primo turno           | Primo turno | Primo turno |  |  | Quarti di finale | Quarti di finale      | Quarti di finale      | Quarti di finale     | Quarti di finale     |   |   | Semifinali | Semifinali                    | Semifinali                    | Semifinali                   | Semifinali                   |    |   | Finale | Finale | Finale | Finale | Finale |  |
|  |             |                       |                       |             |             |  |  |                  |                       |                       |                      |                      |   |   |            |                               |                               |                              |                              |    |   |        |        |        |        |        |  |
|  | 1           | M Gengel Y-h Hsu      | M Gengel Y-h Hsu      | 6           | 6           |  |  |                  |                       |                       |                      |                      |   |   |            |                               |                               |                              |                              |    |   |        |        |        |        |        |  |
|  | WC          | M Harper A Walton     | M Harper A Walton     | 3           | 4           |  |  | 1                | M Gengel Y-h Hsu      | 3                     | 6                    | [10]                 |   |   |            |                               |                               |                              |                              |    |   |        |        |        |        |        |  |
|  |             | D Kelly M Purcell     | 6                     | 4           | [7]         |  |  | PR               | J Beale C Puttergill  | 6                     | 3                    | [12]                 |   |   |            |                               |                               |                              |                              |    |   |        |        |        |        |        |  |
|  | PR          | J Beale C Puttergill  | 4                     | 6           | [10]        |  |  |                  |                       |                       |                      |                      |   |   | PR         | J Beale C Puttergill          | J Beale C Puttergill          | 6                            | 6                            |    |   |        |        |        |        |        |  |
|  | Alt         | Y Inui Z Talic        | Y Inui Z Talic        | 3           | 2           |  |  |                  |                       |                       | O Jasika J McCabe    | O Jasika J McCabe    | 2 | 4 |            |                               |                               |                              |                              |    |   |        |        |        |        |        |  |
|  |             | O Jasika J McCabe     | O Jasika J McCabe     | 6           | 6           |  |  |                  | O Jasika J McCabe     | O Jasika J McCabe     | 7                    | 7                    |   |   |            |                               |                               |                              |                              |    |   |        |        |        |        |        |  |
|  |             | A Addison A Taylor    | 6                     | 3           | [5]         |  |  |                  | M Whitehouse E Winter | M Whitehouse E Winter | 64                   | 62                   |   |   |            |                               |                               |                              |                              |    |   |        |        |        |        |        |  |
|  |             | M Whitehouse E Winter | 4                     | 6           | [10]        |  |  |                  |                       |                       |                      |                      |   |   | PR         | Jeremy Beale Calum Puttergill | Jeremy Beale Calum Puttergill | 7                            | 6                            |    |   |        |        |        |        |        |  |
|  |             | R Noguchi Y Takahashi | R Noguchi Y Takahashi | 7           | 6           |  |  |                  |                       |                       |                      |                      |   |   |            |                               |                               | Rio Noguchi Yusuke Takahashi | Rio Noguchi Yusuke Takahashi | 62 | 4 |        |        |        |        |        |  |
|  | WC          | Ja Delaney Je Delaney | Ja Delaney Je Delaney | 6(1)        | 0           |  |  |                  | R Noguchi Y Takahashi | 1                     | 6                    | [10]                 |   |   |            |                               |                               |                              |                              |    |   |        |        |        |        |        |  |
|  |             | K Seelig C Sinclair   | K Seelig C Sinclair   | 6           | 6           |  |  |                  | K Seelig C Sinclair   | 6                     | 3                    | [8]                  |   |   |            |                               |                               |                              |                              |    |   |        |        |        |        |        |  |
|  | 4           | M Romios J Taylor     | M Romios J Taylor     | 3           | 2           |  |  |                  |                       |                       |                      |                      |   |   |            | R Noguchi Y Takahashi         | R Noguchi Y Takahashi         | 6                            | 6                            |    |   |        |        |        |        |        |  |
|  |             | B Ellis T Schoolkate  | B Ellis T Schoolkate  | 6           | 6           |  |  |                  |                       |                       | B Ellis T Schoolkate | B Ellis T Schoolkate | 3 | 4 |            |                               |                               |                              |                              |    |   |        |        |        |        |        |  |
|  |             | A Rai J Statham       | A Rai J Statham       | 1           | 0           |  |  |                  | B Ellis T Schoolkate  | B Ellis T Schoolkate  | 6                    | 6                    |   |   |            |                               |                               |                              |                              |    |   |        |        |        |        |        |  |
|  |             | A Bolt R Hijikata     | 6                     | 4           | [6]         |  |  | 2                | D Sweeny L Tu         | D Sweeny L Tu         | 2                    | 4                    |   |   |            |                               |                               |                              |                              |    |   |        |        |        |        |        |  |
|  | 2           | D Sweeny L Tu         | 1                     | 6           | [10]        |  |  |                  |                       |                       |                      |                      |   |   |            |                               |                               |                              |                              |    |   |        |        |        |        |        |  |